# شانه ونوس (سرده)
شانه ونوس نام یک سرده از تیره چتریان است.